# Parque nacional de la Sierra de Agalta
El Parque nacional de la Sierra de Agalta es un parque nacional hondureño que se encuentra en el departamento de Olancho, a 180 km al noreste de Tegucigalpa. Fue creado en el año 1987 para proteger una superficie de aproximadamente 207 km². En 2011 la extensión del parque nacional fue ampliado para cubrir un total de 738,29 km², de las cuales 315 km² forman la zona núcleo, y 423,28 km² la zona de amortigamiento.

## Características
El recinto es una área montañosa con una cota máxima de 2354 m s. n. m. El sistema montañoso cuenta también con la "reserva de montaña de Malacate" y el "bosque nacional de sierra de Río Tinto".
En el parque nacional se desarrollan investigaciones biológicas y actividades de ecoturismo, gracias a los 400 km² de bosque original, lo que le convierten en el reducto de bosque nuboso más extenso del país.
El parque da cobijo a numerosas especies. Además, destaca por su belleza paisajística, especialmente gracias a cascadas y cuevas.